# Дети партизана
«Дети партизана» — советский приключенческий фильм режиссёров Льва Голуба и Николая Фигуровского снятый на киностудии Беларусьфильм в 1954 году. Первый белорусский цветной фильм.

## Сюжет
По заданию иностранной разведки работник геологической партии Глушка сделал фотоснимки секретных карт и положил кассету с плёнкой в условленном месте. Там её случайно нашли брат и сестра Гречные, дети героически погибшего во время войны командира партизанского отряда.
Они поспешили отнести находку геологам, но никого из начальства не оказалось на месте. Глушка, убедившись, что это именно та, спрятанная им плёнка, вызвался проводить ребят с тайной целью заманить их в трясину.
В годы войны Глушка стал предателем и выдал расположение отряда Гречного. Сейчас, боясь наказания, он решился на новое преступление.
Выбившихся из сил, едва живых детей нашёл дед-лесник, с его помощью враги были арестованы и переданы в руки сотрудников госбезопасности.

## В ролях
- Виталий Комиссаров — Михась Гречный
- Наталья Защипина — Олеся Гречная
- Павел Волков — дед Якуб
- Павел Молчанов — Соболев
- Любовь Мозалевская — бабушка Ганна
- Олег Жаков — следователь
- Павел Шпрингфельд — Глушка
- Григорий Шпигель — шпион
- Владимир Маренков — геолог
- Екатерина Савинова — Ольга Васильевна

В эпизодах:
- Владимир Балашов, Екатерина Бузук, Я. Заштовт
- Ю. Пашкин, Г. Судник, Людмила Тимофеева

## Съёмочная группа
- Сценарист: Григорий Колтунов
- Режиссёры-постановщики:
  - Лев Голуб
  - Николай Фигуровский
- Оператор-постановщик: Андрей Булинский
- Композиторы:
  - Гавриил Попов
  - Д. Лукас
- Текст песен: А. Острейко
- Художник-постановщик: Юрий Булычёв
- Звукооператор: К. Бакк
- Режиссёр: П. Василевский
- Оператор: Г. Вдовенков
- Монтаж: Н. Николаева
- Грим: Р. Никитин
- Директор: С. Тульман